# 21795 Masi
21795 Masi (1999 SN9) là một tiểu hành tinh vành đai chính được phát hiện ngày 29 tháng 9 năm 1999 bởi F. Mallia ở Campo Catino.